# Artaban l'Hyrcanien
Pour les articles homonymes, voir Artaban.
Artabanos l'Hyrcanien ou Artabanos de Perse (en grec ancien : Ἀρτάβανος), fils d'Artasyras,  est un capitaine des gardes de Xerxès. Il assassina ce prince, et imputa ce crime au fils aîné du roi, qu'il fit condamner comme meurtrier. 
Artaxerxès, frère de ce dernier, allait aussi devenir sa victime ; mais ayant découvert le piège il tua lui-même Artabanos (465 av. J.-C.). Le récit  est donné par Ctésias (F13 § 33-34) et Diodore (XI, 69).

## Source
Cet article comprend des extraits du Dictionnaire Bouillet. Il est possible de supprimer cette indication, si le texte reflète le savoir actuel sur ce thème, si les sources sont citées, s'il satisfait aux exigences linguistiques actuelles et s'il ne contient pas de propos qui vont à l'encontre des règles de neutralité de Wikipédia.